# Lycoperdon pyriforme
Lycoperdon pyriforme là một loài nấm ăn chất hoại sinh phân bố khắp thế giới. Mọc vào mùa thu, loài này thường mọc trên các khúc gỗ mục của các cây rụng lá và gỗ cây lá kim. Nó là loài nấm ăn được khi chưa trưởng thành và thịt bên trong có màu trắng.

## Phân loại
Loài nấm này lần đầu tiên được mô tả trong tài liệu khoa học của Jacob Christian Schaeffer năm 1774. Năm 2001, bằng chứng DNA được tổng hợp bởi Dirk Krüger và một số nhà nấm học khác cho rằng chi Lycoperdon là chi đa ngành, với Lycoperdon pyriforme là loài khác biệt nhất trong nhóm. Phát hiện này được hỗ trợ bởi sự khác biệt hình thái bao gồm cả sự hiện diện của sợi nấm dạng rễ và sự ưa thích của nó đối với gỗ. Một công bố năm 2003 tiếp tục nghiên cứu chuyển loài này vào chi Morganella. Tuy nhiên năm 2008, Larsson và Jeppson xem xét lại các phát sinh loài họ Lycoperdaceae, thu thập nhiều mẫu vật hơn, và tiếp tục giữ lại loài này trong chi Lycoperdon. Tên loài (pyriforme) xuất phát từ tiếng Latin nghĩa là "hình quả lê".

## Hình ảnh

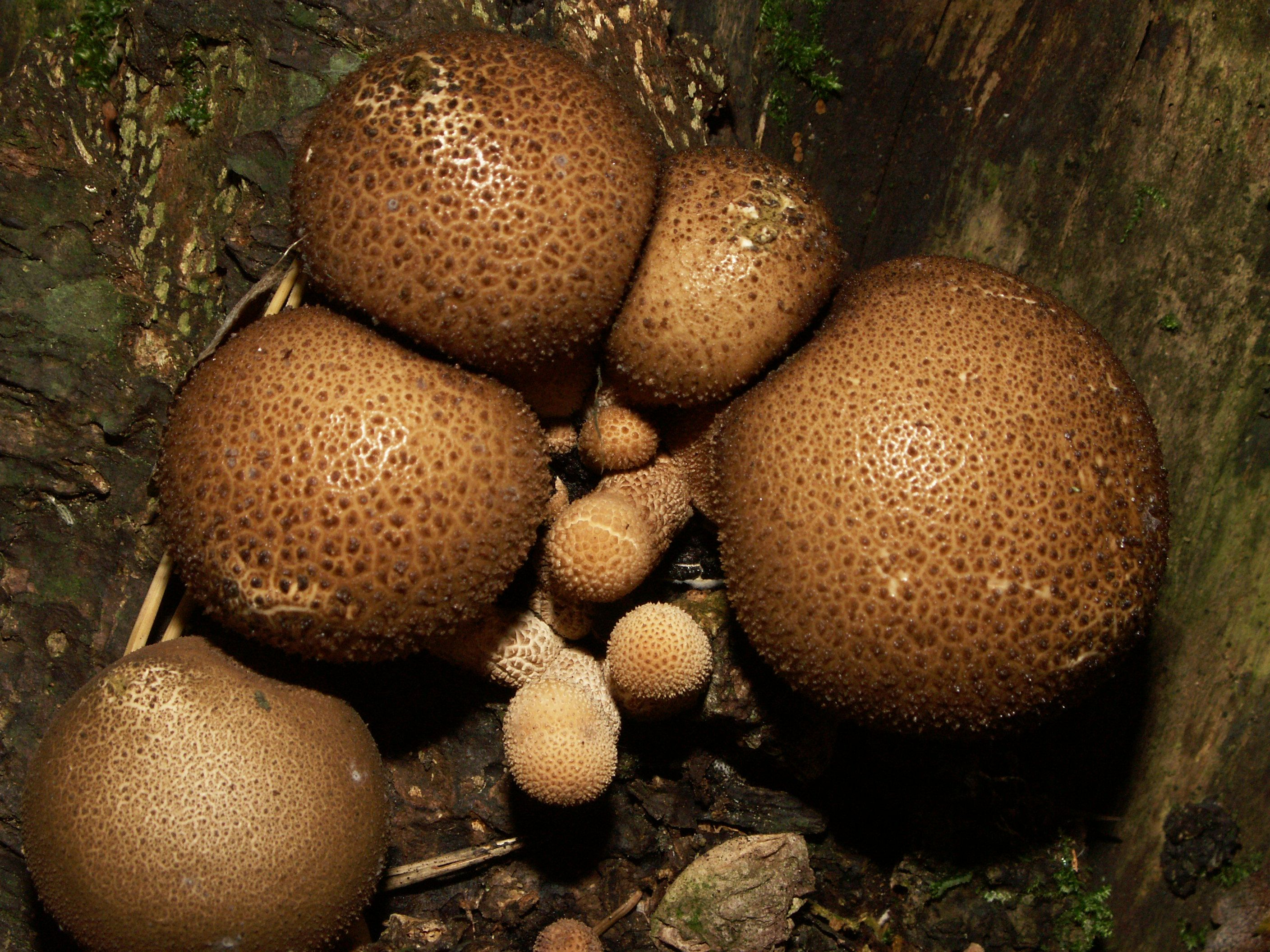
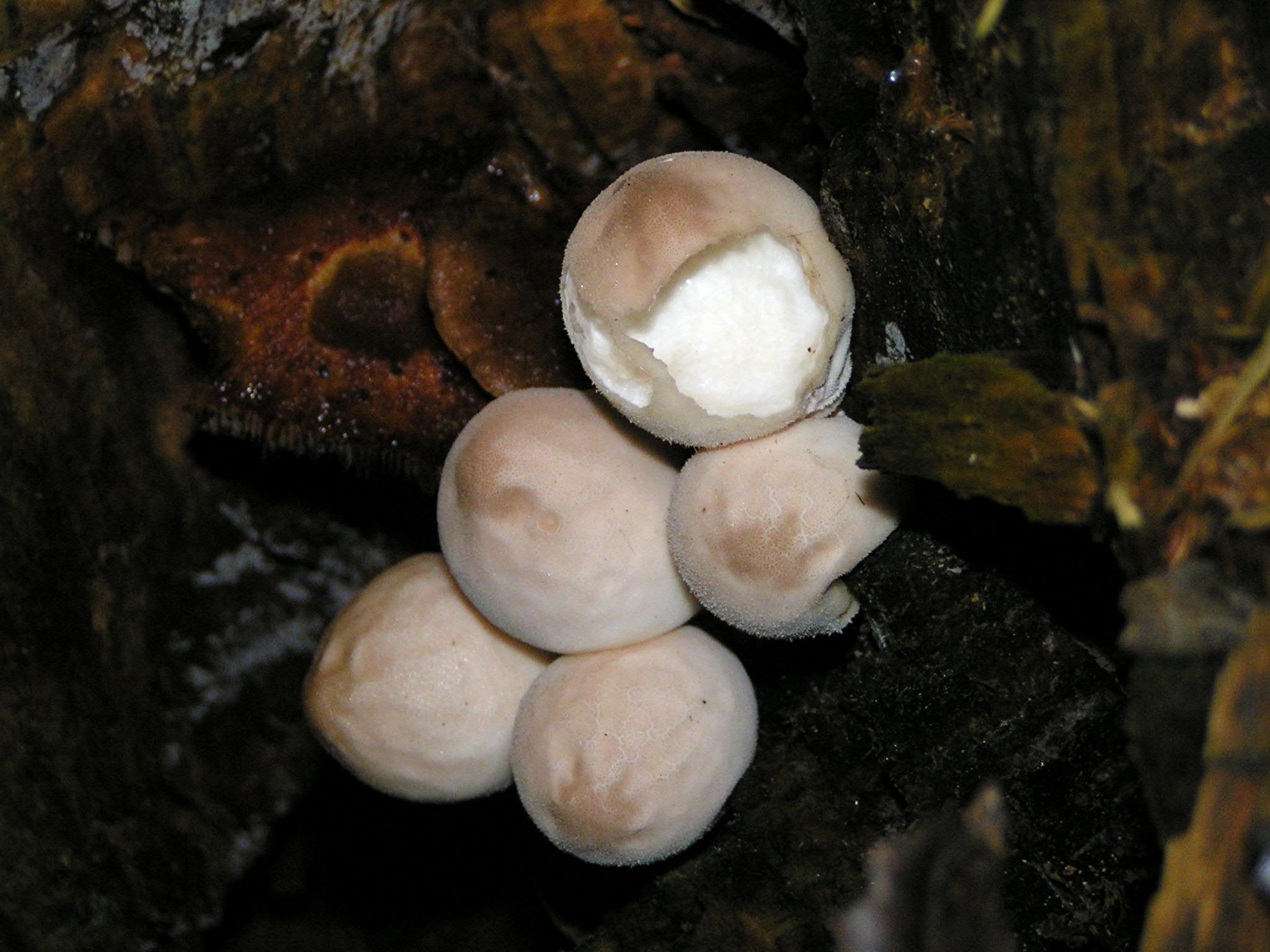
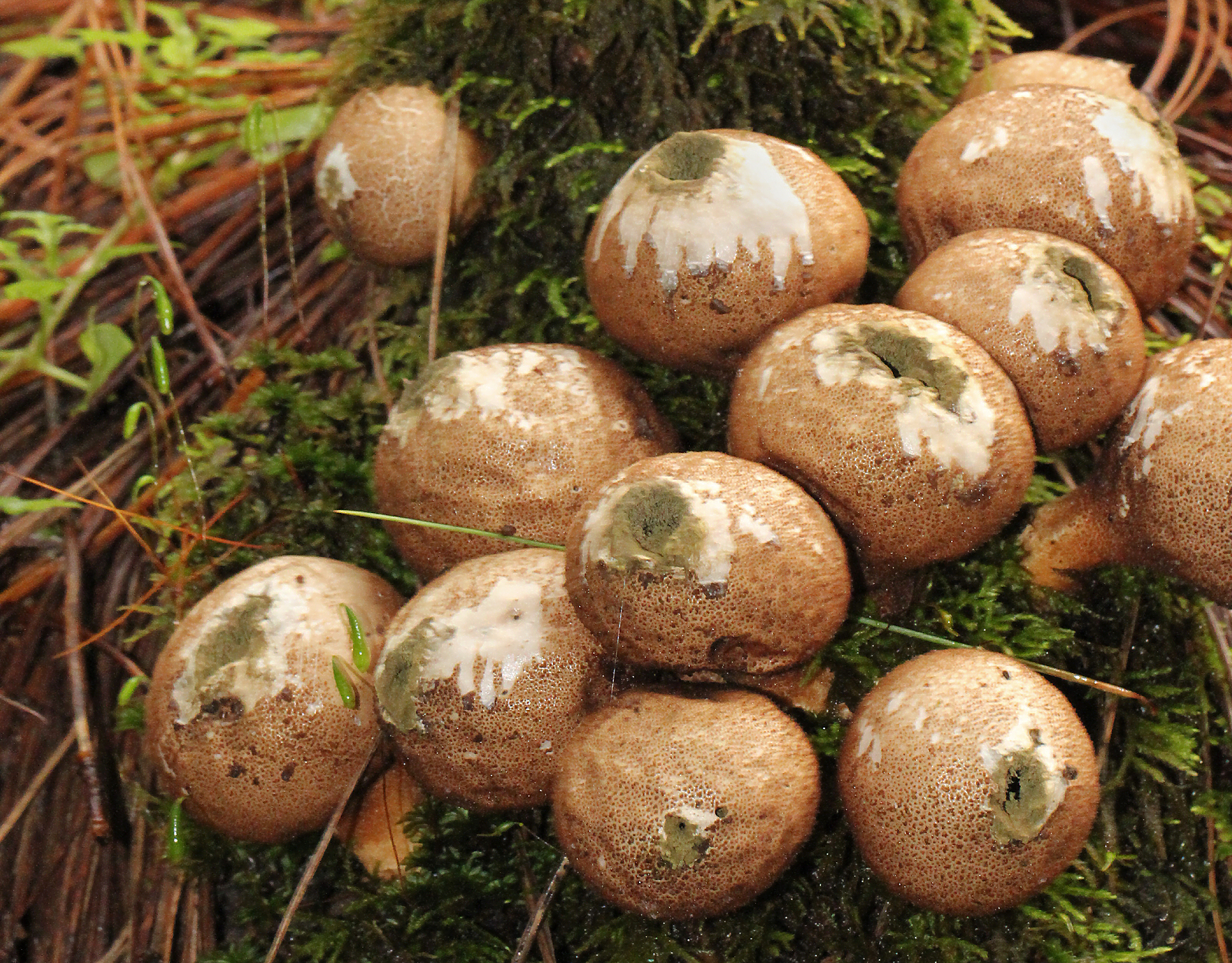
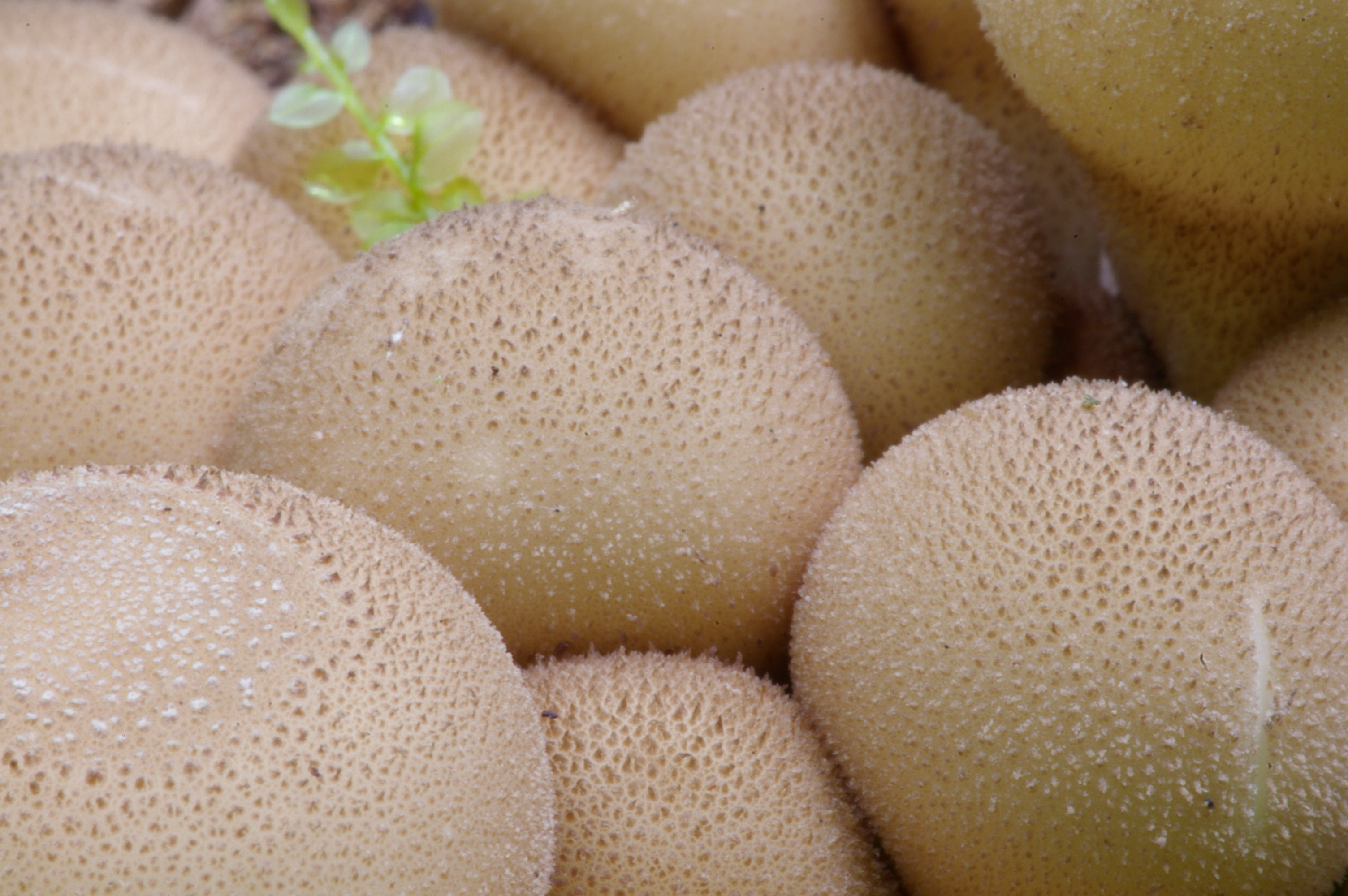
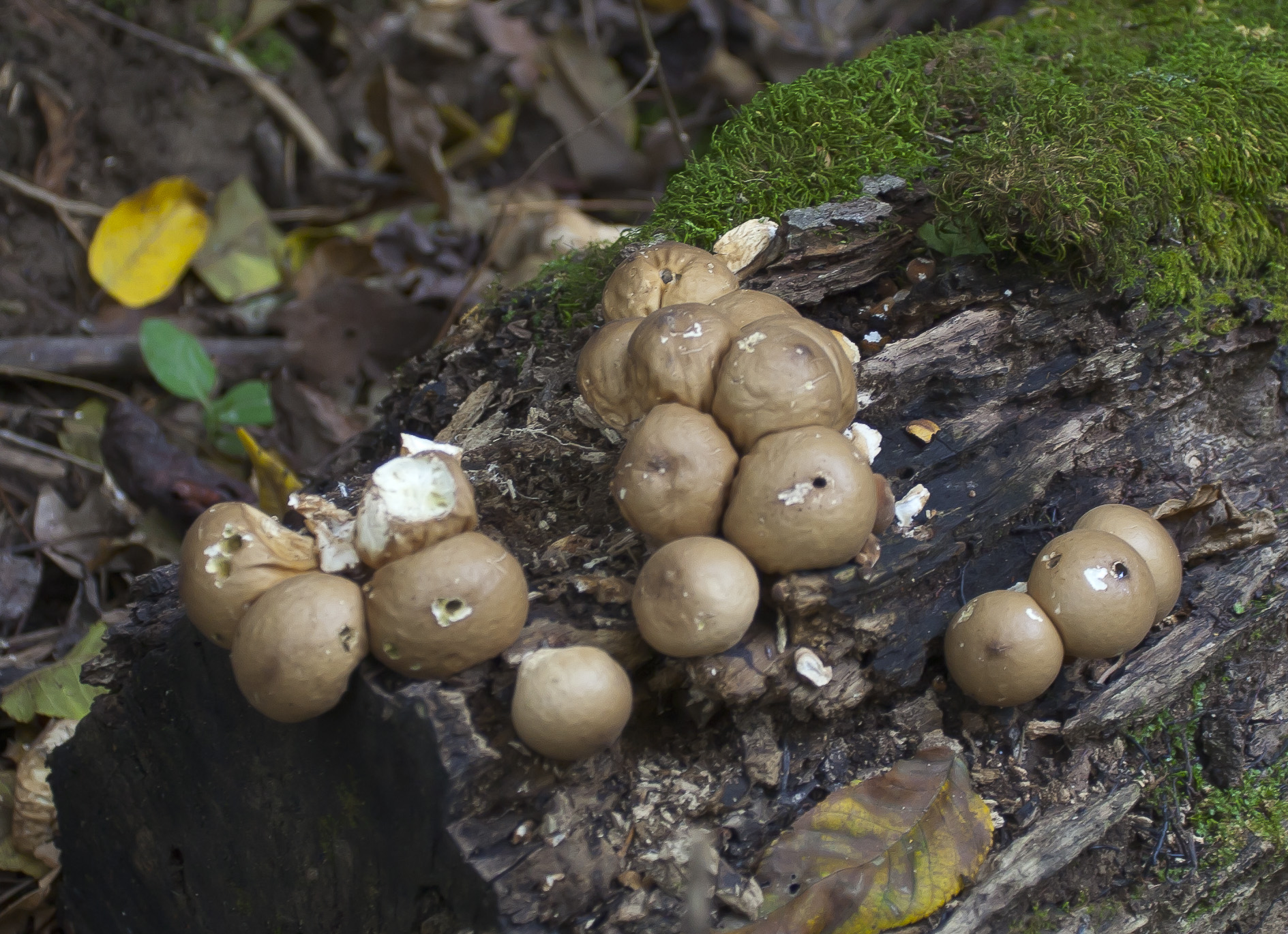

## Mô tả
Quả thể rộng 1,5 đến 4,5 cm và cao 2 đến 4,5 cm. Chúng thường có hình dáng giống quả lê, nhưng cũng có thể có hình cầu. 